# 비루비루 국제공항
비루비루 국제공항(영어: Viru Viru International Airport, 스페인어: Aeropuerto Internacional Viru Viru)은 볼리비아 산타크루스데라시에라에 있는 공항으로 BDA 항공의 허브 공항에 속한다.

## 개요
비루비루(영어: Viru Viru)는 과라니어에서 평야의 의미한다. 산타크루스데라시에라 도심에서 북쪽으로 15km 평야에 있다. 당시 정권의 자리에 있던 르네 바리엔토스가 1965년에 새로운 국제공항의 설립을 계획하고 일본과 합작으로 사업을 하면서 1978년에 착공되어 1983년에 완공했다.
볼리비아의 수도 라파스의 엘알토 국제공항은 해발 4,000m를 넘는 위치에 있기 때문에 날개의 양력이 충분히 얻을 수 없고 연료를 가득하게 하고 이륙이 불가능하다. 따라서 국제선을 중심으로 라파스에서 장거리 국제선 노선이 이 공항을 경유한다.

## 운항 노선
| 항공사                                | 목적지                                                                                                 |
| ------------------------------------- | --- |
| 아르헨티나 항공                       | 부에노스아이레스(에세이사)                                                                             |
| 에어 유로파                           | 마드리드                                                                                               |
| 아마존 항공                           | 라파스, 수크레                                                                                         |
| 아메리칸 항공                         | 마이애미                                                                                               |
| 아비앙카 항공                         | 보고타                                                                                                 |
| 아비앙카 에콰도르                     | 리마, 키토                                                                                             |
| BOA 항공                              | 부에노스아이레스(에세이사), 코비하, 코차밤바, 라파스, 상파울루(구아룰류스), 수크레, 타리 계절편 : 키토 |
| BOA 항공 ( 옴니 에어 인터내셔널 운영) | 마드리드                                                                                               |
| 코파 항공                             | 파나마시티                                                                                             |
| GOL 항공                              | 상파울루(구아룰류스)                                                                                   |
| LAN 항공                              | 이키케, 산티아                                                                                         |
| LAN 페루                              | 리마                                                                                                   |
| 팔마툰 항공                           | 전세편 : 마드리드                                                                                      |
| 트랜스포스 아에로스 볼리비아노스 항공 | 코비하, 코차밤바, 라파스, 푸에르레즈, 수크레, 타리, 트리니다드                                         |
| TAM 파라과이                          | 아순시온                                                                                               |

### 화물 노선
| 항공사                                | 목적지                                 |
| ------------------------------------- | -------------------------------------- |
| 아메리칸 항공                         | 마이애미                               |
| 트랜스포스 아에로스 볼리비아노스 항공 | 코차밤바, 라파스, 마이애미, 파나마시티 |
| DHL 항공                              |                                        |
| 페덱스 익스프레스                     |                                        |